# Occità
L'occità o llengua d'oc (en occità: occitan, lenga d'òc) és la llengua romànica pròpia d'Occitània. El domini lingüístic actual de l'occità s'estén per quatre països:
- El terç sud de França
- La Vall d'Aran, a Catalunya (occità aranès)
- Les Valls Occitanes, a Itàlia (ço és: una franja del Piemont i un tros de la Ligúria) i a un enclavament de Calàbria (la Gàrdia, en italià Guardia Piemontese)
- El Principat de Mònaco (on l'occità coexisteix amb el monegasc)

Fou la llengua d'oc una de les llengües més importants d'Europa a l'edat mitjana, com ho testimonia la poesia dels trobadors, que fou un model per a la cultura i la literatura de llengua catalana fins al segle xv. El seu ús ha conegut un declivi constant de principis del segle xx ençà. A l'Estat francès no té cap reconeixement legal excepte a nivell educatiu (gràcies a la llei Deixonne), mentre que, en canvi, a Catalunya ha assolit l'estatus de llengua cooficial arran de l'Estatut d'Autonomia. El nombre de locutors és incert, s'acostuma a situar entre 500.000 i 3 milions. A l'estat italià la llengua occitana, com algunes altres minories lingüístiques, ha obtingut una reconeixença legal arran de la llei 482/1999. Pel que fa al Principat de Catalunya el 22 de setembre de 2010 es va aprovar una llei dita Llei de l'occità, aranès a Aran que oficialitza l'ús de l'occità, fent d'aquesta llengua la tercera oficial a aquest territori. Des del 5 de novembre de 2014, es declara llengua cooficial de l'Euroregió Pirineus Mediterrània.

## L'occità, avui
Pel que fa a l'estat francès, l'enquesta Família del cens de 1999 comptabilitzava un total de 526.000 parlants d'occità. Segons la Generalitat de Catalunya hi ha 3 milions de persones que poden parlar l'occità.
En poc menys de 150 anys, de llengua dominant al seu territori l'occità ha passat a ser una llengua minoritària a gran part del seu espai tradicional, excepte a les parts del seu domini no compreses a l'estat francès: la Vall d'Aran i a les Valades Occitanes. Els factors que han propiciat la pèrdua de l'occità són bàsicament tres: els conflictes bèl·lics internacionals que obligaren els autòctons a integrar l'exèrcit i a aprendre la llengua d'estat; l'escolarització, que començà a l'estat francès a partir de 1880; i, finalment, l'arribada, a partir del segle xx i més intensament després dels anys 60, a moltes parts d'Occitània de poblacions no occitanòfones.
On més es parla de manera proporcional és als territoris occitans que no formen part de l'estat francès: la Vall d'Aran (Catalunya) i el Piemont (Itàlia). A Catalunya (des de l'aplicació d'un nou estatut el 9 d'agost del 2006) l'occità té l'estatus de llengua cooficial. Al Piemont s'està preparant la seua cooficialitat i s'espera obtenir prompte. A França, l'occità té una situació legal precària car en diverses ocasions l'estat francès s'ha mostrat refractari a ratificar la Carta Europea de les Llengües Regionals o Minoritàries. L'occità, malgrat la seva manca de vitalitat a la vida diària, ha anat desfent-se gradualment del desprestigi del qual havia estat patint molt de temps.

### L'excepció de la Vall d'Aran

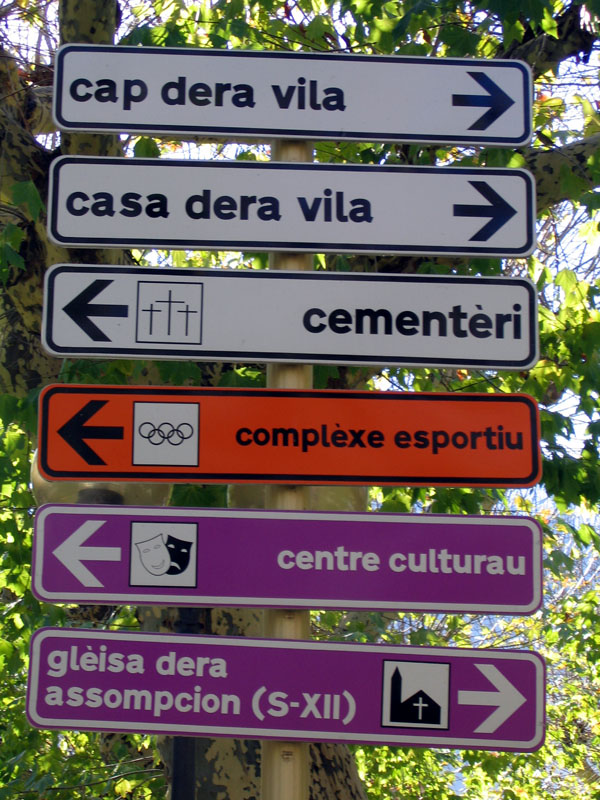
Retolació en occità a Bossòst (Vall d'Aran)

Pel que fa a la Vall d'Aran (10.090 habitants, segons el cens de 2013), l'aïllament tradicional respecte a la resta de l'Estat espanyol ha estat la causa principal de la forta solidaritat interna i del sentiment remarcable d'identitat autònoma que caracteritzen la seva comunitat. Mentre que a la resta d'Occitània la reculada de l'occità es deu al trencament de la transmissió lingüística, a la Vall el principal factor pel qual part de la població no coneix l'aranès és el seu origen forà. Segons el Cens de 2001 a la Vall d'Aran, el 88,9% de la població entén l'occità, el 62,2% el sap parlar, el 58,4% el sap llegir i el 26,7% el sap escriure. El 34,2% té l'occità com a llengua inicial, mentre que els que tenen el català són el 19,5% i el castellà el 38,8%. L'ús a la llar situa l'ús exclusiu amb el 25,8% i juntament amb altres llengües suma el 14,5%. L'ús en el lloc de treball es redueix de manera molt important fins a situar l'ús exclusiu en el 9,2% i juntament amb altres llengües suma 25,4% més.

## Domini lingüístic
L'occità no sols es parla als antics territoris d'Occitània i de les àrees veïnes, sinó també a altres llocs on van emigrar-hi occitans, essencialment a causa de les persecucions religioses (vegeu l'article sobre el catarisme) o també per altres motius. A continuació es detalla una llista de les zones on es parla occità dins dels territoris d'Occitània:
- Aquitània: Exceptuant-ne la part bascòfona i la riba nord de la Gironda.[8] Cal fer notar que des de l'edat mitjana les ciutats de Biàrritz, Anglet i Baiona són també occitanòfones, però amb els moviments de població deguts a la revolució industrial i el dinamisme del moviment basc, ha passat a predominar-hi el basc.
- Migdia-Pirineus.
- Llenguadoc-Rosselló: Exceptuant-ne la major part dels Pirineus Orientals, ja que es parla català a tot el departament excepte la Fenolleda (en occità Fenolheda).
- Provença-Alps-Costa Blava: Però en la vall de Ròia (Alps Marítims) existeix un parlar de transició de l'occità cap al lígur.
- Poitou-Charentes: Avui en dia només se n'hi conserva l'ús en la meitat oriental de la Charanta.
- Llemosí.
- Alvèrnia: Exceptuant la meitat septentrional de l'Alier que és de llengua francesa.

- Roine-Alps: Exceptuant-ne el Lionès, el Forès i el Delfinat septentrional, que formen part del domini històric del francoprovençal.
- Piemont: Sols algunes valls altes (conegudes en occità com a les Valadas Occitanas); a la resta de valls es parla italià i piemontès, una llengua gal·loromànica.
- Vall d'Aran.
- Mònaco: On coexisteix amb el monegasc.

Bandera d'Occitània

En la següent llista es detallen zones on es parla occità (o es parlà) a causa de la forta emigració occitana:
- El poble de La Gàrdia (Guardia Piemontese en italià), a Calàbria, al sud d'Itàlia.
- Sant Sebastià, al País Basc: Hi desaparegué a començaments del segle xx.
- Al voltant de Heilbronn a Württemberg, Alemanya.
- Argentina.
- Uruguai.
- Idaho i Oregon, als Estats Units d'Amèrica.

## L'occità a la Romània
L'occità s'incloïa tradicionalment al tronc gal·loromànic amb el francès, però a partir sobretot de les publicacions de Pèire Bèc, lingüista, investigador i escriptor gascó, es començà a considerar que necessitava una classificació comuna amb el català i es creà així un conjunt de llengües occitanoromàniques, adscripció que coexisteix actualment amb la més tradicional.
El lingüista i investigador provençal Juli Ronjat va caracteritzar l'occità atenint-se a 19 criteris lingüístics: onze de fonètics, cinc de morfològics, un de sintàctic i dos de morfològics.

## L'occità i els seus noms
El nom de la llengua, occità, documentat per primera vegada al voltant de l'any 1290, ve d'òc (pronunciat [ɔ(k)]) del llatí hoc ('açò'), que ve a dir 'sí' en occità (també s'emprava hoc en català medieval i en romanen traces a algunes parles), i més exactament dels termes següents que Dant va crear a la fi del segle xiii: la «llengua d'oc» (l'occità) en contrast a la «llengua d'oïl» (el francès) i la «llengua de si» (l'italià). Tanmateix aquest nom no conegué gaire difusió i no arribà fins al segle xx a implantar-se popularment.
Actualment és predominant aquest nom, occità, per designar la llengua romànica que es parla a Occitània. Aquesta denominació amb tot és bastant recent i no és exempta de polèmiques malgrat la reconeixença gairebé unànime en el món de les universitats i de la ciència. Per evitar ofendre susceptibilitats d'alguns sectors que fomenten l'ús de la llengua, en algunes ocasions, s'ha fet servir la designació llengua d'oc acceptada gairebé universalment.
La llarga persecució per part de l'estat francès i la manca d'un estàndard suficientment difós han exercit una relativa fragmentació de la llengua a nivell dialectal, més forta que en català però menys forta que en francès o en italià. Així una gran majoria de filòlegs especialistes de l'occità no dubten de la unitat d'aquesta llengua, i només una petita minoria la posen en dubte.

## Ortografia
Actualment la norma gràfica més utilitzada al conjunt dels dialectes occitans es coneix com a grafia clàssica o alibertina (establerta per Loís Alibèrt), que es basa en l'occità medieval. Fou avalada per l'Institut d'Estudis Occitans i pel Conselh de la Lenga Occitana. Existeixen tanmateix altres grafies, entre les quals cal destacar la mistralenca pel provençal (en concurrència amb la clàssica) (també ha existit en gascó amb la seva variant dita febusiana ara en via d'extinció), creada per Josèp Romanilha, Frederic Mistral i el Felibritge, les altres grafies són molt minoritàries i es conformen més aviat a un ús local de la varietat com és el cas amb la grafia dita bonaudiana, inventada per Pèire Bonaud i aplicada només a l'alvernès, la que propugna Jan Lafita pel gascó a base de tradició medieval (ús de -ix- en lloc de -ish per exemple), la de l'Escòla dau pò que alguns fan servir per al vivaroalpí de les Valades Occitanes. La grafia mistralenca (febusiana inclosa) està basada en l'ortografia del francès modern, la bonaudiana té trets francesos, altres de la clàssica i molts de nous i la norma de l'Escola dau Pò és independent amb alguns trets compartits amb la mistralenca i la clàssica. Excepte la grafia mistralenca, les altres són marginals i responen ben sovint a una voluntat de fragmentar la unitat de la llengua a base de dissidència.
L'ortografia clàssica té l'avantatge de mantenir la unió amb les primeres etapes de la llengua, i reflecteix el fet que l'occità no és una varietat del francès. Al mateix temps, permet als parlants d'un dialecte escriure d'una manera intel·ligible als parlants d'altre dialecte. Per exemple, en l'ortografia clàssica la paraula dia s'escriu jorn (i també dia), però amb la mistralenca, pot ser jour, joun o journ, en funció de la procedència de l'escriptor. A més, la grafia clàssica té l'avantatge pels catalanoparlants de ser molt més propera a la grafia catalana.
La grafia mistralenca, en canvi, té l'avantatge de no forçar els parlants alfabetitzats en francès a aprendre un sistema completament nou. També l'han emprada un gran nombre d'escriptors eminents, particularment en el dialecte provençal.
Com a mostra de la diferència entre les dues grafies, podem veure un fragment del cant de la Copa Santa, de Frederic Mistral (a l'article Copa Santa hi ha els dos textos complets):
En grafia mistralenca (original):
«Prouvençau, veici la Coupo / Que nous vèn di Catalan : / A-de-rèng beguen en troupo /Lou vin pur de noste plan
(tornada) Coupo Santo / E versanto / Vuejo à plen bord, / Vuejo abord / Lis estrambord / E l'enavans di fort ! (...)»
En grafia clàssica:
«Provençaus, vaicí la copa / Que nos ven dei catalans : / A de reng beguem en tropa / Lo vin pur de nòstre plant !
(tornada) Copa santa, / E versanta, / Vueja a plen bòrd, / Vueja abòrd / Leis estrambòrds / E l'enavans dei fòrts ! (...)»
L'adaptació de la grafia mistralenca al bearnès i al gascó en general s'anomena grafia febusiana i va ser establerta a final del segle xix; actualment ha reculat força davant la norma clàssica.

### Gramàtica
En occità com a la resta de llengües romàniques cada nom o adjectiu té un gènere inherent, que pot estar assenyalat o no portar marca específica. Les marques de gènere més freqüents són -e (masculí) i -a (femení), tot i que als masculins com passa en català és freqüent l'absència de marca (morf zero). En occità ha tingut lloc una gran extensió de formes analògiques de femení en -a en adjectius llatins de dues formes (que a la major part de llengües romàniques tenen la mateixa forma pel masculí i pel femení):
| GLOSSA   | Masculí  | Femení   |
| -------- | -------- | -------- |
| venedor  | vendeire | vendeira |
| gran     | grand    | granda   |
| mortal   | mortal   | mortala  |
| alegre   | alègre   | alègra   |
| roig/ja  | roge     | roja     |
| còmode/a | comòde   | comòda   |
Els pronoms personals tenen una gran similitud amb els del català:
| Persona/ número | No-possessius | No-possessius | No-possessius | Possessius | Possessius |
| Persona/ número | tònic         | àton (dir.)   | àton (ind.)   | tònic      | àton       |
| --------------- | ------------- | ------------- | ------------- | ---------- | ---------- |
| 1a sin.         | ieu           | me            | me            | mieu       | mon        |
| 2a sin.         | tu            | te            | te            | tieu       | ton        |
| 3a sin. masc.   | el            | lo            | li            | sieu       | son        |
| 3a sin. fem.    | ela           | la            | li            | sieu       | son        |
| 3a sin. neu.    | ço            | o             | i             | sieu       | son        |
| 1a pl.          | nosautres/-as | nos           | nos           | nòstre     | nòst(r)e   |
| 2a pl.          | vosautres/-as | vos           | vos           | vòstre     | vòst(r)e   |
| 3a pl. masc.    | el(i)s        | los           | lor           | sieu~lor   | son~lor    |
| 3a pl. fem.     | elas          | las           | lor           | sieu~lor   | son~lor    |

## Lèxic
L'occità, com a llengua no normalitzada ni ensenyada i amb un territori bastant estès, té molts geosinònims.
Noms: vietdase - aubergina - merinjana 'albergínia, albergina', mamet(a) - menina - grand(a) 'àvia', ostal - maison - casa 'casa', bòrda/bòria - mas - granja 'mas, granja', marran - marre/marro 'marrà, mardà', autom/autona/automne - davalada- endarrièr - tardor - abòr/agòr (basquisme gascó) 'tardor, primavera de l'hivern, rerevera', cap - tèsta 'cap', talent - fam 'fam', vèspre - ser(a) 'vespre', padena - sartan - padela 'paella', balaja - engran(h)ièra - escoba 'escombra, granera', calças - bragas 'calces, pantalons'.
Adjectius: petit - pichon - pichòt 'petit, xic', qual - quin - quan 'quin'. marrit - maissant - dolent 'dolent, roín'.
Verbs: achaptar - crompar 'comprar', faler - caler 'caler, caldre', balhar - donar - dar 'donar', ausir - entendre, se taisar/taire, se cal(h)ar 'callar', acampar - amassar 'replegar', agachar/agaitar - mirar 'mirar', cercar - querre (sabent on trobar la cosa) 'cercar', aturar - arrestar - estancar 'aturar, parar', tombar - caire 'caure', tampar - tancar - barrar 'tancar', atudar - amortar - escantir 'amortar, apagar'.
Proposicions: demest - entre - a barreja 'enmig, entre', fins - d'aquí a - entrò 'fins (a)', sus - sobre 'sobre', jos - sot(a) 'sota'.
Pronoms i quantificadors: quaucòm - quicòm 'quelcom', beucòp - fòrça - plan 'molt', mai - p(l)us 'més', qual - qui - qu/cu 'qui'.
Adverbis: çai que lai/ça que là - pasmens - pr’acò 'tanmateix', benlèu - saique - tanplan - bessai 'potser', lèu - aviat - regde 'rabent, ràpid', alavetz - alara 'aleshores', totjorn - sempre 'sempre'.
Fins quan l'ètim és el mateix, l'afix pot canviar: frescor - fresca - frescum - frescada 'frescor', postada — postat - postam 'terra, empostissat', sornariá - sornièra - sornura 'foscor', pauruc — paurós 'poruc', penós - penible - peniu 'penós', sègre - seguir 'seguir', brandir - brandar 'brandar'.

## Taula de comparació de llengües romàniques
| Occità                | Llatí                          | Italià    | Francès | Castellà | Català   | Francoprovençal | Aragonès                          | Portuguès | Gallec (RAG) | asturlleonès  | sard           | Cors             | Romanès  |
| clau                  | clave                          | chiave    | clef    | llave    | clau     | clâ             | clau (cllau)                      | chave     | chave        | llave/chave   | crae           | chjave/chjavi    | cheie    |
| nuèch (nuèit)         | noctem                         | notte     | nuit    | noche    | nit      | nuet            | nueit (nuet, nit)                 | noite     | noite        | nueche/nueite | notte          | notte/notti      | noapte   |
| cantar (chantar)      | cantare                        | cantare   | chanter | cantar   | cantar   | chantar         | cantar                            | cantar    | cantar       | cantar        | cantare        | cantà            | cânta    |
| cabra (chabra, craba) | capra                          | capra     | chèvre  | cabra    | cabra    | cabra / chiévra | craba (crapa)                     | cabra     | cabra        | cabra         | cabra          | capra            | capra    |
| lenga                 | lingua                         | lingua    | langue  | lengua   | llengua  | lenga           | luenga (lengua, lluenga, llengua) | língua    | lingua       | llingua       | limba          | lingua           | limbă    |
| plaça                 | platea                         | piazza    | place   | plaza    | plaça    | place           | plaza (pllaza)                    | praça     | praza        | plaza         | pratza, pratha | piazza           | piaţă    |
| pont (pònt)           | pons                           | ponte     | pont    | puente   | pont     | pont            | puent                             | ponte     | ponte        | ponte         | ponte          | ponte/ponti      | pod      |
| glèisa (glèia)        | ecclesia                       | chiesa    | église  | iglesia  | església | églésé          | ilesia                            | igreja    | igrexa       | ilesia        | creia, cresia  | ghjesgia         | biserică |
| espital (espitau)     | hospitalis                     | ospedale  | hôpital | hospital | hospital | hèpetâl         | hespital                          | hospital  | hospital     | hospital      | ispidale       | spedale/uspidali | spital   |
| formatge (hormatge)   | caseus llatí vulgar formaticum | formaggio | fromage | queso    | formatge | tôma / fromâjo  | queso                             | queijo    | queixo       | quesu         | casu           | casgiu           | caş      |

## Diferències amb el català
La comunitat lingüística entre català i occità és remarcable d'ençà dels primers temps: no tenen res d'arcaiques ni d'exclusivament literàries multitud de formes que pertanyen al registre viu, col·loquial de la llengua, paral·leles a l'occità (i alienes al castellà), però sense raó de dependència, com quin, on(t), davant, darrere, amunt (amont), dedins, pertot, enlloc, abans, ara, res/re, adés, enguany, encara, gairebé, gens (ges), força 'molt', prou (pro), etc.
Realment el gal·loromanisme del català ressalta davant la presència d'equivalències com les que segueixen: glop; dallar/dalhar; talent; julivert/jolverd; nebot; fiçó/fisson; empeltar/empeutar; suc/chuc; xapar/chapar; tustar; rampoina/rampònha, rampòina; esma/èsme, èime; bocagròs; lletraferit/letraferit; culcosit/cuolcosit, cuolcosut; tabustar, tabuixar/tabustar, tabussar; biaix/biais; foll/fòl (gos foll/gos fòl); fonyar/fonhar; record/recòrd; regòrd 'anyell tardà'; rai (interjecció); els sinònims de 'vegada' (vegada, volta/vòlta, vòuta, cop/còp, viatge), etc. (Le Dû, Le Berre i Brun-Trigaud 2005; recerca personal). I la nombrosa fraseologia: al bell mig/al bèl mièg; mig figa-mig raïm/ n'estre ni figo ni rasin [n'èstre ni figa ni rasim]; són figues d'un altre paner/acò's de figo d'un autre panié [aquò's de figas d'un autre panier] (Mistral) [cast. ser harina de otro costal]; no tenir ni suc ni bruc 'no tenir substància o gràcia'; n'a ni chuc ni muc 'ni goût ni saveur, il est sans valeur' (Alibert 1966); té les mans foradades/a li man traucado [a lei mans traucadas] «c'est un panier percé, un prodigue» (Mistral); esser com ets ases d'Artà, que en veure es bast ja suen (DCVB)/l'ase de Rigaud: suso en vesènt lou bast [l'ase de Rigaud, susa en vesent lo bast] (Mistral). No s'allibera de tals igualacions la paremiologia meteorològica, amb estructures molt semblants (vegeu Mistral): cel rogent, pluja o vent/occ. cèu rougen, plueio o vènt [cèu rogent, plueja o vent]; abril no et llevis un fil/occ. en abrieu, quites pas un fièu [en abriu, quites pas un fiu]; quan el març no marceja, abril abrileja/occ. març marçolege, abriu abriulege.
Sovint es considera que en els primers estadis de la llengua, l'occità i el català eren la mateixa llengua, però la manca de documentació antiga dificulta validar o refutar tal afirmació. En tot cas, els primers textos en llengües vulgars, per bé que molt semblants ja mostren certes diferències, les quals es van accentuar a partir del segle xiii, a causa de les pressions d'aïllament polític i geogràfic. Encara actualment, les diferències entre el gascó i l'occità central es consideren més grans que entre l'occità central i el català.
Durant el segle xix es considerava el català com un dialecte de l'occità arribat durant la reconquesta, o pels musulmans durant la retirada de Septimània. Un dels primers filòlegs que van creure que el català i el provençal són llengües diferents fou Friedrich Christian Diez. En aquest sentit, Manuel Milà i Fontanals i Antoni Maria Alcover i Sureda sempre considerà el català com a part integrant de la llengua d'oc. També el lingüista Alfred Morel-Fatio el 1893 en la primera edició del Grundriss der Romanischen Philologie, editat per Gustav Gröber, considera que la llengua catalana no és sinó una mera variant del provençal (occità).
L'occità i el català es distingeixen també per la manera d'escriure la llengua, valent a dir la seva grafia. Els parlants actuals de l'occità usen majoritàriament la grafia clàssica, que s'inspira de la llengua medieval. Les altres grafies que noten els particularismes locals o dialectals accentuen la diferència amb el català.
La pronunciació pot presentar certs entrebancs.
A tall d'exemple, (en aquesta part, l'autor pren pas en compte el dialecte rossellonès del català i sa pronunciació idèntica al llenguadocià arran de la proximitat, la forta influència del segon sobre el primer i la influència en tots dos del francès) 
- La "o"/"ó" es pronuncia sempre com a [u], excepte quan té accent greu "ò": [ɔ] (pònt -pont-: /pɔnt/, onze: /'unze/, antropologia: /antrupulu'dʒiɔ/)

- Quan un mot finalitza amb -a, o porta accent agut, "á", aquesta es pronuncia com a [o]/[ɔ], semblant a com ocorre en alguns parlars valencians meridionals en els quals la a final sona [ɔ] quan en la síl·laba anterior hi ha una [ɔ], (plaça: /plásɔ/, sentiái -jo sentia-: /sentj'ɔj/) excepte quan té accent greu "-à": [a].

- L'occità (sobretot el llenguadocià) evita la pronunciació de certs grups consonàntics, i sovint crea assimilacions amb la primera, reforçant així la segona (abdicar es diria "addicà", tot i que "cc" es pronuncia "ts" en llenguadocià i occitan es pronuncia "utsità"). Aquestes geminacions consonàntiques recorden al baleàric col·loquial.

- En occità la síl·laba tònica de les paraules tendeix a ser propera al francès i existeixen molt poques paraules esdrúixoles (algunes acabades en -ia [enciclopédia, istòria, occitània]). La majoria de les esdrúixoles en català canvien a planes a l'occità (MÚsica (cat) → muSIca (oc), PÀgina (cat) → paGIna (oc), boTÀnica (cat) → botaNIca (oc)...).

Pels catalanoparlants, la grafia clàssica té l'avantatge d'assemblar-se força a la catalana, en bona part perquè els treballs d'actualització i fixació d'aquesta grafia, culminats per Loís Alibèrt el 1937, van seguir uns criteris molt semblants als seguits per Pompeu Fabra per al català. També perquè ambdós es van basar en la grafia medieval, formada quan totes dues llengües es trobaven més properes als seus orígens comuns i a més els contactes eren més intensos (la poesia a Catalunya es va fer principalment en provençal fins entrat el segle xiv). Amb tot, hi ha algunes diferències que cal tenir en compte per llegir amb facilitat els textos occitans:
- Es conserva la n final de les paraules agudes, tot i que a gran part dels dialectes no es pronuncia (les excepcions són el provençal, i el gascó, que inclou l'aranès). Exemples: occitan, concepcion.
- La h no s'escriu quan no es pronuncia (que sol coincidir amb quan es posa h en català): i a un òme (cat: hi ha un home). Quan es posa h és en gascó per indicar que es pronuncia aspirada, habitualment substituint una f de la resta de dialectes i del català. Exemple: en gascó hèsta, en els altres dialectes fèsta, en català festa.
- Els dígrafs lh, nh i is (gascó sh) corresponen als catalans ll, ny i ix.

La distància lingüística entre totes dues llengües ha anat creixent més a partir del segle xv quan la separació política i cultural de totes dues entitats esdevingué completa i que cada llengua perdé la seva autonomia lingüística. El català s'orientà aleshores cap a una òrbita hispànica adquirint manlleus de l'espanyol (com bonic, guapo, quedar, queixar en lloc de bell, restar, plànyer-se...) mentre que l'occità romangué supeditat a la pressió del francès integrant cada vegada més gal·licismes (jaune, * blu, * troisième, * quatre-vints, * servitor... reemplaçats en occità modern pels genuïns blau, tresen, ochanta/oitanta/uechanta/ueitanta, sirvent...) que van ser més influents i van desvirtuar molt més la llengua occitana que el català dins l'Estat espanyol incipient. La divergència lingüística s'accentua cada dia més amb l'adaptació dels neologismes que passen pel filtre de la llengua dominant, així per exemple el català ha triat per a traduir l'anglès digital (de digit nombre i no dit) com l'espanyol digital mentre que l'occità fa servir numeric, a prop de la traducció que el francès ha fet de digital (numérique); el català diu concretar, l'occità concretizar (fr. concrétiser), l'occità diu ligam (fr. lien) i el català enllaç.
Malgrat les peripècies històriques i l'evolució lingüística divergent, l'occità i el català no són tan diferents, encara existeix una bona intercomprensió entre catalanoparlants i occitanoparlants nadius. A més a més, els contactes i intercanvis entre totes dues llengües van creixent actualment pel fet que actualment l'occità és llengua cooficial a Catalunya i van creant-se dinàmiques i eines noves per a difondre la coneixença de l'occità.

## Pronúncia de l'occità
La pronúncia de l'occità, en occità llenguadocià mitjà, es fa segons regles de lectura constants i regulars, amb ben poques excepcions. Aquí davall hi ha un breu resum de la pronúncia de l'occità llenguadocià mitjà, considerat la base de l'occità estàndard. A banda de les lletres bases, l'occità té símbols modificadors que canvien la pronunciació de certes lletres o simplement marquen la tonicitat de la paraula sense haver de canviar la pronunciació com: l'accent agut (´), l'accent greu (`) i la dièresi (¨).

### Vocals
- a:
  - -a-, a- i à es pronuncia [a].
  - -a final àtona es pronuncia [o̞ / ɔ] (entre [a] i [ə] en certs parlars)
  - á final es pronuncia [ɔ], [ɛ] o [e]
- e:
  - e o é es pronuncia [e].
  - è es pronuncia [ɛ].
- i o í es pronuncia [i] o [j].
- o
  - o o ó es pronuncia [u] o [w].
  - ò es pronuncia [ɔ].
- u es pronuncia [y] o [ɥ] en posició semivocàlica excepte quan va després d'una vocal [w].

### Consonants
- b: [b]/[β]
- c: [k]. [s] davant "e" i "i". Quan és doble cc, [ts].
- ch: [tʃ]
- ç: [s]
- d: [d]/[ð]
- f: [f]
- g: [g]/[ɣ] davant "a", "o", "u". [dʒ] davant "e" i "i". Quan és final, es pronuncia [k] i en certs mots [tʃ]. gu davant "e" i "i" és [g]/[ɣ]
- h: muda, [h] en gascó
- j: [dʒ], [dz]
- k: [k]
- l: [l]. Quan és doble ll, es pronuncia [ll].
- lh: [ʎ], a final de paraula [l].
- m: [m], a final de paraula [n]. Quan és doble mm, [mm].
- n: [n]. Muda a final de paraula. [m] davant "p", "b" i "m". [ŋ] davant c/qu i g/gu. [ɱ] davant "f". nd i nt [n]
- nh: [ɲ]. En posició final [n]
- p: [p]
- qu: [k] davant "e" i "i". [kw] la resta.
- r: [r] i [ɾ]. En posició final és muda en la majoria de mots. rn i rm [ɾ].
- s: [s]. [z] entre vocals. ss és [s].
- t: [t]. tg/tj és [tʃ]. tl és [ll]. tn és [nn]. tm és [mm]. tz és [ts]
- v: [b]/[β], [v] en nord-occità i occità oriental
- w: [w], [b]/[β]
- x: [ts], [s] davant una consonant.
- y: [i]/[j]
- z: [z], [s] en posició final.

### Fonologia
L'accent tònic té una mobilitat limitada: només pot caure
- sobre la darrera síl·laba (mots oxítons o aguts)
- sobre la penúltima síl·laba (mots paroxítons o plans).
- Tanmateix, en niçard, i més rarament en cisalpí (Valls Occitanes), l'accent tònic pot caure també en l'antepenúltima (mots proparoxítons o esdrúixols).

| VOCALS EN GENERAL' | anteriors      | anteriors   | centrals       | posteriors  |
|                    | no arrodonides | arrodonides | no arrodonides | arrodonides |
| ------------------ | -------------- | ----------- | -------------- | ----------- |
| tancades           | /i/            | /y/         |                | /u/         |
| semitancades       | /e/            |             |                |             |
| semiobertes        | /ɛ/            |             |                | /ɔ/         |
| obertes            |                |             | /a/            |             |

Regionalment, existeixen també els fonemes /œ/ i /ə/.
Cal assenyalar el fenomen de l'alternança vocàlica, prou similar al que passa en català. En posició àtona, certes vocals són impossibles i es transformen en vocals més tancades:
- La vocal tònica /ɛ/ es transforma en la vocal àtona /e/.
- La vocal tònica /ɔ/ es transforma en la vocal àtona /u/.

| CONSONANTS EN GENERAL' | labials | labials  | dentals i alveolars | dentals i alveolars | palatals | palatals | velars | velars  |
|                        | sordes  | sonores  | sordes              | sonores             | sordes   | sonores  | sordes | sonores |
| ---------------------- | ------- | -------- | ------------------- | ------------------- | -------- | -------- | ------ | ------- |
| oclusives              | /p/     | /b/      | /t/                 | /d/                 |          |          | /k/    | /g/     |
| fricatives             | /f/     | (/v/)    | /s/                 | /z/                 | (/ʃ/)    |          |        |         |
| africades              |         |          | /ts/                | (/dz/)              | /tʃ/     | /dʒ/     |        |         |
| nasals                 |         | /m/      |                     | /n/                 |          | /ɲ/      |        |         |
| laterals               |         |          |                     | /l/                 |          | /ʎ/      |        |         |
| vibrants               |         |          |                     | /r/                 |          |          |        |         |
| batudes                |         |          |                     | /ɾ/                 |          |          |        |         |
| semiconsonants         |         | /w/, /ɥ/ |                     |                     |          | /j/      |        |         |

Remarca - S'ha de notar que els fonemes /r/ (vibrant) i /ɾ/ (batuda), notats així segons les habituds de les publicacions catalanes, solen ésser notats /rr/ (vibrant) i /r/ (batuda) respectivament en les publicacions científiques occitanes.
Regionalment, existeixen també els fonemes /ʀ/, /h/ i /ʒ/.
La distinció entre /v/ i /b/ és general en provençal, vivaroalpí, alvernès (la part Nord) i llemosí. En canvi, en llenguadocià i gascó, els fonemes /b/ i /v/ s'han neutralitzat en /b/ (doncs /v/ hi ha desaparegut).

## Dialectes de l'occità
Els dialectes occitans s'agrupen en tres blocs: nord-occità, occità meridional i aquitano-pirinenc (que correspon aproximadament al gascó).
El principal tret que diferencia el nord-occità és la palatalització dels sons ca i ga llatins en cha i ja, mentre que l'occità meridional conserva els originals ca i ga (nota: cha es llegeix en occità com en català txa). Aquesta diferència entre els dos blocs és la continuació de les característiques de les llengües veïnes, ja que el francès i el francoprovençal fan la palatalalització com el nord-occità, mentre que el català, i el castellà no la fan. Per exemple: llatí: cantat, oc.merid., cat, i cast.: canta, nord-oc: chanta, francès: chante.
El gascó es diferencia de la resta de l'occità per nombrosos trets. Entre ells citem la transformació de la f en h aspirada (gascó: hilha, llenguadocià: filha, cat:filla) i la pèrdua de la n intervocàlica (gascó: lua, llenguadocià: luna, cat:lluna).

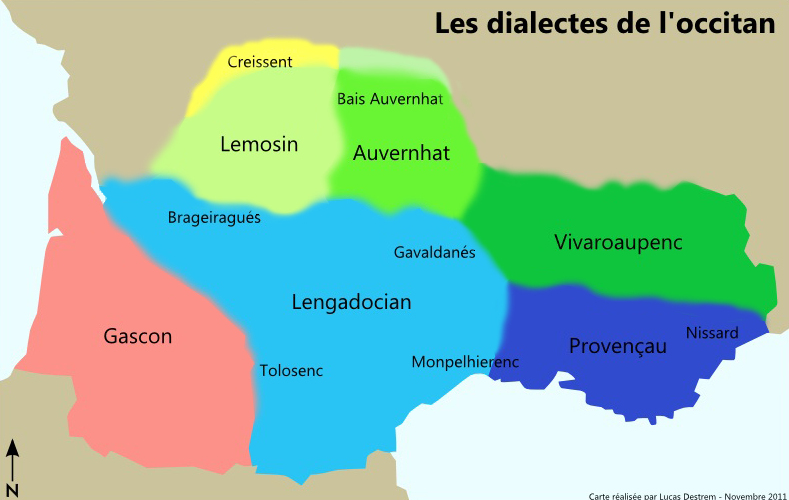
Dialectes de l'Occità, amb els seus noms occitans

L'occità presenta diversos dialectes:
- Nord-occità
  - Llemosí
    - Alt llemosí
    - Baix llemosí

  - Alvernès
    - Alt alvernès
    - Baix alvernès

  - Vivaro-alpí o gavot
    - Delfinès
    - Nord-vivarès
    - Transalpí
- Occità meridional
  - Llenguadocià
    - Baix llenguadocià
    - Llenguadocià mitjà
    - Alt llenguadocià
    - Guienès

  - Provençal
    - Niçard
    - Marítim
    - Rodanenc

Geografia supradialectal de l'occità

    - Shoadit o Judeoprovençal (extingit el 1977)
- Gascó
  - Landès
  - Bearnès
  - Gascó oriental
    - Aranès

## Història de la llengua

### Orígens de l'occità

Mapa cronològic que mostra l'evolució territorial de les llengües del sud-oest d'Europa entre les que apareix l'occità.

L'occità és la llengua més central de les llengües romàniques; a conseqüència d'això, mentre les influències exteriors han anat incidint sobre la perifèria lingüística romànica, aquesta zona central ha anat rebent menys influències, i així ha nascut l'occità. Una altra hipòtesi sobre el naixement de l'occità pot ser que fou una llengua vehicular entre tota la gent de les àrees veïnes. En qualsevol cas l'occità deu haver estat influenciat per circumstàncies úniques (pel que fa a Europa) com són:
- L'estructura orogràfica: l'occità és blocat a totes bandes per barreres naturals: la mar Mediterrània, l'oceà Atlàntic, els Pirineus, el Massís Central i els Alps.
- Abundància de zones poc propenses a l'agricultura, la qual cosa va influir decididament en el no-establiment de colònies estrangeres en l'antiguitat.
- La immobilitat dels pobles prehistòrics de la zona, la qual cosa va generar un substrat bastant homogeni.
- Una menor celtització que les regions veïnes.
- Una antiga i llarga romanització.
- Una feble germanització.

### L'occità a l'edat mitjana

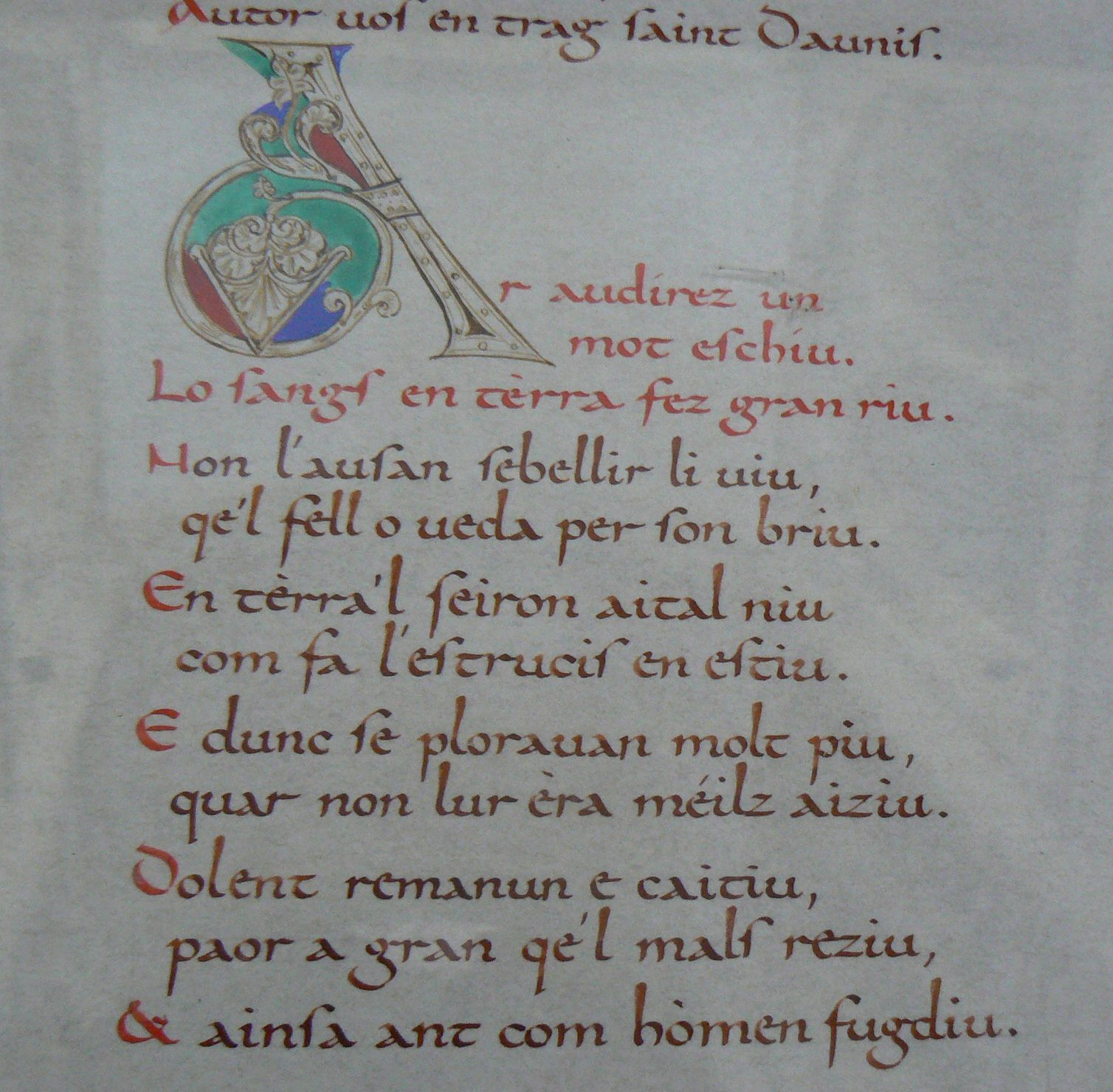
Cançó de Santa Fe

L'esplendor de la civilització occitana fou des del segle xi fins al xiii. Durant aquest període, el codi gràfic occità era molt unificat, i no sols era una llengua vehicular, sinó que també era una llengua de cultura, jurídica i administrativa, utilitzada en un immens territori i tan prestigiosa que fou emprada per molts escriptors estrangers. L'occità es coneix sobretot com a llengua de la lírica dels trobadors a l'edat mitjana, i durant un temps va ser considerada la llengua més apta per la poesia a Itàlia i Catalunya. De fet, els primers poetes catalans també escrivien en occità, o en un català amb fortes influències occitanes.
Finalment, quan Occitània va passar sota el domini francès (vegeu l'article sobre el catarisme per a més informació sobre aquest fet), l'occità va perdre protagonisme en la llengua escrita en favor del francès.

### La decadència
La decadència de l'occità com a llengua administrativa i literària va des del final del segle xv fins al xix, en què l'occità va perdre el seu estatut de llengua útil (fet accentuat per l'ordenança de Villers-Cotterêts). Pèire Bec precisa que el 1500 la pronunciació i la grafia encara es corresponien, però ja el 1550 el divorci era patent.
El francès acabarà per imposar-se a nivell oral en antigues províncies occitanòfones com el Poitou, la Saintonge o les Charenta, la Marca llemosina i la Baixa Alvèrnia, així com una part de l'actual regió de Roine-Alps. I sols s'imposa als escrits administratius i jurídics a les regions actualment occitanòfones.
La Revolució Francesa empitjorarà la situació de l'occità, car els jacobins, sota el pretext de la unitat nacional, imposen el francès com l'única llengua oficial. La contradicció arriba quan, alhora que la literatura occitana va decaient i sols es va utilitzant en el nivell oral, l'occità s'utilitza com a llengua vehicular per la propaganda revolucionària, a fi i efecte que fos ben entesa pel poble.
La llengua, malgrat algunes temptatives literàries del segle xvi (Pèir de Garròs, Isaac Despuech Sage), no s'utilitza més que per usos populars, rarament escrits, fins al segle xix, amb l'arribada del ressorgiment del Felibritge.
Per una gran majoria, l'occità era l'única llengua parlada fins al començament del segle xx, fins que l'escola republicana francesa comença amb una campanya de denigració i culpabilitat cap als occitanòfons.

### Les renaixences

#### Primera Renaixença
Mentre que la llengua estava fortament atacada, van anar apareixent diferents moviments de defensa de la literatura occitana. Durant el període 1650-1850 la llengua va renàixer. Aparegueren diferents corrents literaris que intentaven retornar el prestigi a l'occità. El reconeixement de la literatura occitana pot ser atribuït, notablement, a Jacques Boé (Jasmin) i a Jean Reboul. Aquesta primera renaixença va preparar l'adveniment del Felibritge. Es pot distingir entre:
- El moviment dels savis

Després de l'oblit dels trobadors, sorgeix un grup d'erudits a la segona meitat del segle xviii, en els cercles aristocràtics meridionals. Aquest grup es dedica a la recerca lingüística i literària de l'edat mitjana, el folklore, les novel·les i els contes campestres, la croada dels albigesos i la història del Migdia francès.
- El moviment obrer

«Apelavam ma lenga una lenga romana». Aquest vers és la unió de dos corrents de l'occità renaixent. Els lemes d'aquests dos corrents eren, l'un, la «llengua»: el seu patuès quotidià; i l'altre: la «llengua romana», que és una marca d'erudició. El patuès (cal fer notar que alguns aragonesos diuen patués a l'aragonès) és vist com una llengua d'un rang bastant alt. Víctor Gelu era un cantant representant d'aquest moviment.
- El moviment burgès i esteta

Al contrari dels «savis», que es van dedicar al passat en un sentit de recerca erudita i dels «obrers», que usen el seu dinamisme de proletaris, els poetes burgesos (o de la noblesa xicoteta) es van situar entre aquests dos. És un moviment amateur, però amb una gran passió per la llengua.
- El moviment utilitari

El Dr. Simon Honnorat va comprendre la necessitat de més realisme lingüístic. La llengua havia perdut la codificació ortogràfica i morfològica, i la indisciplina en la gramàtica o la grafia també era reivindicada en el moviment obrer. Així doncs, Honnorat va publicar el seu diccionari provençal-francès el 1840. Actualment se'l considera un percussor que va dotar l'occità de coherència.

#### Segona Renaixença
Antoine Fabre d'Olivet empra per primer cop el mot Oscitanique per referir-se al país. La segona renaixença literària de l'occità va tenir lloc al segle xix, sota el lideratge de Frederic Mistral i el Felibritge (Loïs Romieu, Teodòr Aubanèl, Josèp Romanilha). En aquesta època la llengua era utilitzada essencialment per la gent rural. Mistral i els seus contemporanis van retornar el prestigi perdut, van dotar l'occità d'una normativa i d'obres literàries. Llur acció va estar barrejada, a vegades, amb una voluntat política. Els felibres van dir: «una nació que solament té una literatura, una nació que destrueix les llengües perifèriques, és una nació indigna del seu destí de nació». L'occità, sota la forma del provençal i la grafia avinyonesa, va ser difós més enllà de les fronteres de l'antiga Occitània, i encara hui en dia la literatura mistraliana és estudiada als països escandinaus i al Japó.
Mistral ha estat l'únic autor occitanòfon recompensat al més alt nivell per la seua obra. Li va ser atorgat el premi Nobel de Literatura en 1904, compartit amb el dramaturg madrileny José Echegaray y Eizaguirre. La reforma lingüística mistraliana trobà el seu millor activista en August Fourès (1848-1891), el qual, en els seus múltiples reculls poètics, aclimatà la reforma al Llenguadoc. Més tard, altres escriptors del Llenguadoc i del Llemosí, com Antonin Perbòsc (1861-1944), Prospèr Estieu (1860-1939) i Josèp Ros (1834-1905), intenten unificar la llengua. Van restaurar la grafia clàssica i van purgar l'occità de gal·licismes. El sistema Perbòsc-Estieu va esdevenir la base de la grafia de l'occità modern. Més tard Loís Alibert va publicar en 1935, a Barcelona, la Gramatica occitana segon los parlars lengadocians.

#### Època contemporània
Al començament del segle xx, l'escola republicana va jugar un gran paper en la desaparició de l'ús de la llengua oral. De fet, es va tendir a culpabilitzar els parlants occitans i fer-los entendre que per anar per la vida havien de parlar en francès. La repressió de l'ús de la llengua en el si de l'escola va ser molt intens, fins i tot amb càstigs físics i humiliacions. En aquesta època, es deia: «Està prohibit escopir a terra i parlar patuès». El terme patuès és des d'aleshores despectiu i pejoratiu. La finalitat de tot plegat era fer oblidar que l'occità era una llengua, i fer creure que l'ús de l'occità era obscur, car no era pas el mateix d'un poble a l'altre.
Els canvis socials del començament de segle són també l'origen del menyscabament de la llengua. Amb la Revolució Industrial i la urbanització, l'occità era un obstacle per accedir als llocs de treball, per tant, nombrosos pares van prendre la decisió de parlar en francès als seus fills.
Tanmateix, malgrat aquest període de forta desvalorització de la llengua, van aparèixer nombrosos autors:
- Fèlix-Marcel Castan (1923-2001), aquest filòsof va esdevenir el dirigent de les reflexions sobre l'occitanisme i la descentralització cultural. Ell va ser el primer a establir:
  - L'antinarcissisme històric de la gent del Llenguadoc.
  - La lògica antiunitarista.
  - Va donar als trobadors un paper, literàriament parlant, ineludible.
  - Va recordar la importància d'Olympe de Gouges (1748-1793), pionera en el feminisme.
- Bernat Manciet (1927), aquest diplomàtic i empresari gascó és un dels poetes paradoxals més ben considerats.
- Robèrt Lafont, lingüista, historiador de la literatura occitana, poeta, novel·lista, i dramaturg.
- Pèire Bec, escriptor i gran especialista de la llengua i literatura d'oc. Va publicar, el 1997, Le Siècle d'or de la poésie gasconne (1550-1650).
- Francés Fontan, fundador dels principis de l'etnicisme.
- Altres joves valors occitans, com Rotland Pecot, Silvia Berger, Jacme Landier (1952), Amarillis Fernandez i Joan-Frederic Brun

Entre 1931 i 1936 l'autonomia adquirida per Catalunya, que donava suport a l'occitanisme, va revifar i dinamitzar aquest moviment social. Alhora, la tasca de destacats lingüistes com Jùli Rounjat o Loís Alibert permeteren la normalització lingüística, si més no, de les parles provençal i llenguadociana.
L'Institut d'Estudis Occitans (IEO) es va establir el 1945 per la defensa i la promoció de la llengua occitana. La seua acció és responsable en gran part de la salvaguarda i el desenvolupament de l'occità. Promou la recerca, estudis, col·loquis, publicacions i l'ensenyament de l'occità, a més de moltes altres activitats, totes orientades al mateix fi. També cal mencionar les calandretas, que són unes escoles bressol des d'on s'està introduint la llengua als més joves.
També se celebra un festiva de cinema en occità, conegut amb el nom de Llanterna Digital. De 2010 a 2011 es va celebrar a Tolosa el festival Sèm e serem, dedicat a la música contemporània d'inspiració tradicional occitano-catalana. El 2011-2012, l'Euroregió Pirineus-Mediterrània va estimular el projecte Poesia sense fronteres, un recull de poesia occitano-catalana dels segles xii al xxi.

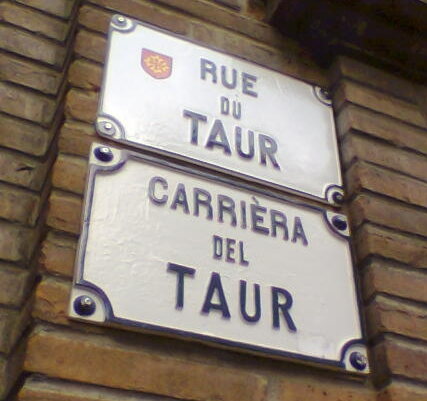
Placa de carrer a Tolosa en francès i en occità

## Citacions en occità
Un dels passatges més notables en occità en la literatura occidental, es troba en el 26è cant del Purgatori de Dante, en què el trobador Arnaut Daniel respon al narrador:
«Tant m'abelís vòstre cortés demand, / qu'ieu no me puesc ni vòlh a vos cobrir. / Ieu sui Arnaut, que plor e vau cantant; / consirós vei la passada folor, / e vei jausent lo jòi qu'esper, denant. / Ara vos prec, per aquela valor / que vos guida al sòm de l'escalina, / sovenha vos a temps de ma dolor»
I traduït al català modern:
«Tant m'abelleix la vostra cortesa demanda, / que no puc ni vull amagar-me de vós. / Jo sóc Arnaut, el qui plora i va cantant; / consirós veig la passada follia, / i joiós veig el dia que espero, davant (de mi). / Ara us prego, per aquell valor / que vos guia al cim de les escales, / que us recordeu a temps de ma dolor»
També als articles de la categoria de trobadors es poden trobar nombroses composicions en occità amb les seues traduccions al català modern.

## Notícies recents sobre l'occità
- El 17 de març de 2007 tingué lloc a Besièrs la manifestació per la llengua occitana. La policia dona una xifra d'uns 18.000 manifestants i l'organització uns 21.000.
- El 27 de gener del 2007 tingué lloc a diverses ciutats occitanes i a Barcelona la Dictada Occitana.
- Convocada la manifestació d'enguany per demanar la reconeixença de la llengua a Besiers, el 17 de març del 2007, amb el mateix lema «Anem, òc, per la lenga occitana!».
- El 22 d'octubre del 2005 a Carcassona, manifestació de més de 12.000 persones demanant la reconeixença de la llengua.
- El govern francès redueix el nombre d'escoles on s'ensenya l'occità (febrer 2004): per problemes en la reducció dels pressupostos en l'ensenyament, es passa de 13 escoles a 4. La reacció adversa de diferents col·lectius, polítics i acadèmics, deixa indiferent el govern francès.
- Occità, llengua olímpica (març de 2004): els Jocs Olímpics d'Hivern del 2006 se celebraren a valls italianes de parla occitana (Val Pelis, Val Cluson i Val Susa, a la província de Torí). L'occità hi fou «llengua olímpica», però no pas oficial.
- L'Institut d'Estudis Catalans i l'Institut d'Estudis Occitans comencen a col·laborar (juliol de 2004): aquests dos centres d'estudis es posen a treballar junts amb l'objectiu de publicar, el 2005, quatre lèxics de vocabulari en occità, en els dominis de biologia, matemàtiques, ecologia i Internet i telefonia mòbil.
- El 5 de novembre de 2014, arran d'una revisió dels estatuts, s'anuncià que l'occità serà llengua oficial de l'Euroregió Pirineus-Mediterrani.[19]

## Música i dansa
- La Talvera
- Menestrers gascons J.F. Tisnèr, Verd e Blu
- Nadau
- Claudi Martí
- Massilia Sound System
- Parpalhon
- Fabulous Trobadors
- Carlos Gardel, el tolosà que va inventar el tango
- Lou Dalfin
- Lou Seriol
- Goulamas'k
- Rosina de Pèira
- Manufactures Verbales
- Moussu T e lei Jovents
- Lúcia de la Val d'Aran
- Jan dau Melhau, del Llemosí
- Joanda
- Ténarèze
- lo grop ÒC
- Joan-Pau Verdier
- Nux Vomica (grup niçard)
- Marilis Orionaa
- Peiraguda
- Lo còr de la plana
- Bernat Combi, cantant i músic «hors du commun du Limousin»
- Aiga linda (música popular de les Cevenes)